# 1995년 로스앤젤레스 영화 비평가 협회상
제21회 로스앤젤레스 영화 비평가 협회상은 1995년 12월 16일에 발표되어 1996년 1월 15일에 열린 시상식이다.

## 수상 및 후보

### 작품상
- 라스베가스를 떠나며

### 감독상
- 라스베가스를 떠나며 - 마이크 피기스 수상

### 남우주연상
- 라스베가스를 떠나며 - 니콜라스 케이지 수상

### 여우주연상
- 라스베가스를 떠나며 - 엘리자베스 슈 수상

### 남우조연상
- 블루 데블 - 돈 치들 수상

### 여우조연상
- 닉슨 - 조안 알렌 수상

### 각본상
- 센스 센서빌리티 - 엠마 톰슨 수상

### 촬영상
- 트라이어드 - Le Yue 수상

### 미술상
- 소공녀 - 보 웰치 수상

### 음악상
- 소공녀 - 패트릭 도일 수상

### 외국어영화상
- 야생 갈대 - 앙드레 테시네 수상

### 다큐멘터리상
- 크럼 - 테리 즈위고프 수상

### 애니메이션상
- 토이 스토리 - 존 라세터 수상

### 독립영화상
- 진 세버그의 일기 - Mark Rappaport 수상

### 신인상
- 세라크루 - 알폰소 쿠아론 수상

### 공로상
- 안드레 드 토스 수상